# Oncidium lepidum
Oncidium lepidum är en orkidéart som beskrevs av Jean Jules Linden och Heinrich Gustav Reichenbach. Oncidium lepidum ingår i släktet Oncidium och familjen orkidéer. Inga underarter finns listade i Catalogue of Life.